# كارولاينا يندستروم
كارولاينا يندستروم (بالسويدية: Carolina Lindström)‏ هي مصممة أزياء سويدية، ولدت في 1812، وتوفيت في 1892.